# Gastrococos crispa
Genre
Espèce
Classification phylogénétique
Gastrococos crispa ou  Acrocomia crispa est une espèce de plantes à fleurs de la famille des Arecaceae (les palmiers) endémique de Cuba. C'est la seule espèce acceptée à l'heure actuelle du genre Gastrococos.

## Synonymes
- Acrocomia aculeata (Jacq.) Lodd. ex R.Keith
- Acrocomia corumbaensi S.A.Vianna
- Acrocomia crispa (Kunth) C.F.Baker ex Becc.
- Acrocomia emensis (Toledo) Lorenzi
- Acrocomia glaucescens Lorenzi
- Acrocomia hassleri (Barb.Rodr.) W.J.Hahn
- Acrocomia intumescens Drude
- Acrocomia media O.F.Cook
- Acrocomia totai Mart.

## Classification
- Sous-famille des Arecoideae
  - Tribu des Cocoseae
    - Sous-tribu des Bactridinae

Le genre partage sa sous-tribu avec les genres Bactris, Aiphanes, Acrocomia, Desmoncus, Astrocaryum.

## Habitat
Acrocomia crispa est endémique de l'île de Cuba.
Elle pousse à l'état naturel dans les forêts clairsemées sur des sols pierreux.

## Description
Acrocomia crispa est un palmier au stipe solitaire et épineux, à la forme caractéristique, qui possède un renflement au-dessus de la base du tronc et en dessous de la couronne qui est composée de feuilles arquées.

## Culture
Gastrococos crispa aime les sols bien drainés mais humides. Il est de croissance lente au début mais pousse nettement plus vite une fois que le tronc est suffisamment grand.

### Gastrococos
- (en) NCBI : Gastrococos (taxons inclus)
- (en) GRIN : genre Gastrococos  Morales  (+liste d'espèces contenant des synonymes)

### Gastrococos crispa
- (en) NCBI : Gastrococos crispa (taxons inclus)
- (en) GRIN : espèce Gastrococos crispa  (Kunth) H. E. Moore
- (en) Photos et description de Gastrococos crispa sur le PACSOA

### Acrocomia crispa
- (en) Tropicos : Acrocomia crispa (Kunth) C.F. Baker ex Becc.   (+ liste sous-taxons) (consulté le 2 avril 2019)